# Амадей (театр)
Московский музыкальный театр «Амадей» — оперный театр в Москве. Не имея собственной сцены, осуществляет постановки на различных площадках (с 2005 года часто в Музее-квартире А. Н. Толстого). 

## История
Театр создан в 1996 году, в Москве, первоначально на базе Творческого объединения «Антреприза Московского союза музыкантов» (май — октябрь 1996), с 19 октября 1996 года является самостоятельной творческой единицей. За прошедшие сезоны сменил несколько мест постоянного базирования: «Театр-Студия на Набережной» (1996—1997), Странноприимный дом графа Н. П. Шереметева на Сухаревской площади (1997—1999), Зал Российской Государственной библиотеки (1999—2000). Театр также регулярно с различными проектами гастролирует по России и за рубежом. Коллектив насчитывает около 90 солистов оперы, артистов камерного оркестра, сотрудников административного и художественно-постановочного состава. 
Репертуар театра — преимущественно опера (на языках оригиналов и в авторских русских переводах), а также классическая оперетта и музыкальная драма. С театром сотрудничают известные российские композиторы и музыканты (Ширвани Чалаев, Владимир Тарнопольский, Олег Солдатов, Марк Пекарский и другие), а также артисты московских драматических театров.
Отличительной особенностью театра является работа с малоизвестным камерным оперным репертуаром, высоко оцениваемая специалистами; в 2020 году постановка оперы Джанкарло Менотти «Ложь Мартина» получила четыре номинации на премию «Золотая маска».

## Репертуар
1996
- В. А. Моцарт — «Бастьен и Бастьенна», премьера театра
- В. А. Моцарт — «Директор театра»
- И. Штраус и др. — «Бал у князя Орловского»

1997
- П. А. Монсиньи — «Роза и Кола»
- В. А. Моцарт — «Волшебная флейта»
- В. Ребиков — «Ёлка»

1998
- В. А.Моцарт — «Директор театра»
- А. Саккини — «Колония, или Новое селение»
- В. А. Моцарт — «Похищение из сераля»
- И. Штраус и др. — «Бал у князя Орловского»

1999
- П. Чайковский — «Евгений Онегин»
- Дж. Россини — «Золушка», Концертное исполнение
- С. Прокофьев — «Война и мир»

2000
- И. Стравинский — «Мавра»

2001
- Ж. Ф. Рамо — «Галантные Индии», российская премьера
- К. В. Глюк — «Орфей»

2002
- С. Есенин — «Анна Снегина»
- П. Чайковский — «Пиковая дама»

2003
- П. Куличкин — «Черное окно Даниила Хармса»
- Ш. Чалаев — «Хаджи-Мурат», мировая премьера

2004
- В.- А. Моцарт — «Дон Жуан»
- П. Куличкин — «Сальери и Моцарт», мировая премьера
- С. Есенин / Ек. Толстунова — «Чёрный человек»
- Н. Римский-Корсаков — «Снегурочка», Концертное исполнение

2005
- В. Ребиков, П. Чайковский — «Девочка со спичками Ёлка», Новая версия
- П. Чайковский, Дж. Верди, Д. Пуччини и др. — «Еще одна сказка про Золушку, или Секрет приготовления мужского праздничного Пастиччио»
- Н. Римский-Корсаков — «Моцарт и Сальери. Недостоверный сюжет для всемирной истории отравлений»
- С. Прокофьев — «Гадкий утёнок»

2006
- К. В. Глюк — В. Беллини — «Играем в оперу»
- А. Блок — «Сто лет от начала Серебряного века»
- С. Баневич по Р. Брэдбери — «Как включали ночь»

2007
- Б. Бриттен — «Поворот винта»

2008
- И. Стравинский — «История солдата»
- В. Набоков — «Возвращение»
- В. Распутин — «Рудольфио»
- Ш. Чалаев — «Казаки», мировая премьера

2009
- С. Прокофьев — «Война и мир», новая версия для премьеры в Токио
- В. Тарнопольский — «Три грации», Опера-пародия
- И. Стравинский — «Байка про лису, кота да барана…»

## Труппа
- Сопрано:
  - Людмила Верескова
  - Тамара Завальная (лауреат Международных конкурсов)
  - Ирина Комаровская (лауреат Международных конкурсов)
  - Ольга Шошина (лауреат Международных конкурсов)
  - Ольга Белохвостова (лауреат премии «Музыкальное сердце театра»)
  - Александра Башилова
  - Татьяна Арефьева
  - Наталия Сенина
  - Эльмира Никитина
  - Ольга Лебедева
  - Анна Сильченко

- Меццо-сопрано:
  - Люция Итальянская (лауреат Международных конкурсов)
  - Алла Маркова
  - Такако Хираока
  - Елизавета Сергеева

- Теноры:
  - Сергей Степин (Заслуженный артист России)
  - Максим Якимов
  - Константин Беспалов
  - Евгений Кулыгин

- Баритоны:
  - Валерий Планкин (Заслуженный артист России, Лауреат Государственной премии РФ)
  - Константин Иванов
  - Михаил Богданов
  - Максим Брагин
  - Альберт Чилоян

- Басы:
  - Андрей Кокошкин (лауреат Международных конкурсов)
  - Александр Ким
  - Руслан Кухарчук
  - Александр Дерябин

## Оркестр
- Ульяна Кислицына — концертмейстер оркестра, скрипач-солист (лауреат Всероссийского конкурса)
- Константин Веневцев — концертмейстер духовой группы, флейтист-солист
- Мария Батова — концертмейстер оперы, пианист-солист